# Doston Ruziev
Doston Ruziev (10 de julio de 1996) es un deportista uzbeko que compite en judo. Ganó una medalla de bronce en el Campeonato Asiático de Judo de 2024, en la categoría de –60 kg.

## Palmarés internacional
| Campeonato Asiático | Campeonato Asiático | Campeonato Asiático | Campeonato Asiático |
| Año                 | Lugar               | Medalla             | Categoría           |
| ------------------- | ------------------- | ------------------- | ------------------- |
| 2024                | Hong Kong (China)   | Medalla de bronce   | –60 kg              |